# Physokentia petiolata
Physokentia petiolata là loài thực vật có hoa thuộc họ Arecaceae. Loài này được (Burret) D.Fuller miêu tả khoa học đầu tiên năm 1999.